# Самбрано, Мария
Мари́я Самбра́но Аларко́н (исп. María Zambrano Alarcón; 22 апреля 1904, Велес-Малага, Малага — 6 февраля 1991, Мадрид) — испанская писательница, католический философ-эссеист.

## Биография
Дочь Бласа Самбрано, известного либерального педагога и потомка педагогов, друга Антонио Мачадо, Мигеля де Унамуно, Пио Барохи. Слушала лекции Ксавьера Субири и Хосе Ортеги-и-Гассета в Мадридском университете, в 1931—1936 годах — профессор на кафедре метафизики того же университета, готовила диссертацию о Спинозе. Вращалась в кругах влиятельных журналов «Revista de Occidente», «Крус и райя», была дружна с Луисом Сернудой, Мигелем Эрнандесом, Камило Хосе Селой. 
В 1936 году с мужем, историком Альфонсо Родригесом Альдаве, назначенным секретарем посольства в Чили, переехала в Латинскую Америку. Выпустила в Сантьяго антологию произведений расстрелянного Гарсиа Лорки (1936). Посетила Кубу, где подружилась с Хосе Лесамой Лимой, Вирхилио Пиньерой, выступила с лекцией о Хосе Ортега-и-Гассете. В 1937 году в разгар гражданской войны вернулась в Испанию, муж отправился на фронт защищать Республику. 
После победы франкистов 28 января 1939 года Мария Самбрано, верная республике, пересекла границу с Францией, и начались её многолетние скитания в изгнании. Жила, работала, преподавала в Париже, Нью-Йорке, Мехико, Гаване, Сан-Хуане. В 1946—1949 годах проживала в Париже, в 1949—1953 годах — снова в Гаване, затем до 1964 года — в Риме, с 1980 года — в Женеве. В 1984 году вернулась в Испанию, жила в Мадриде.

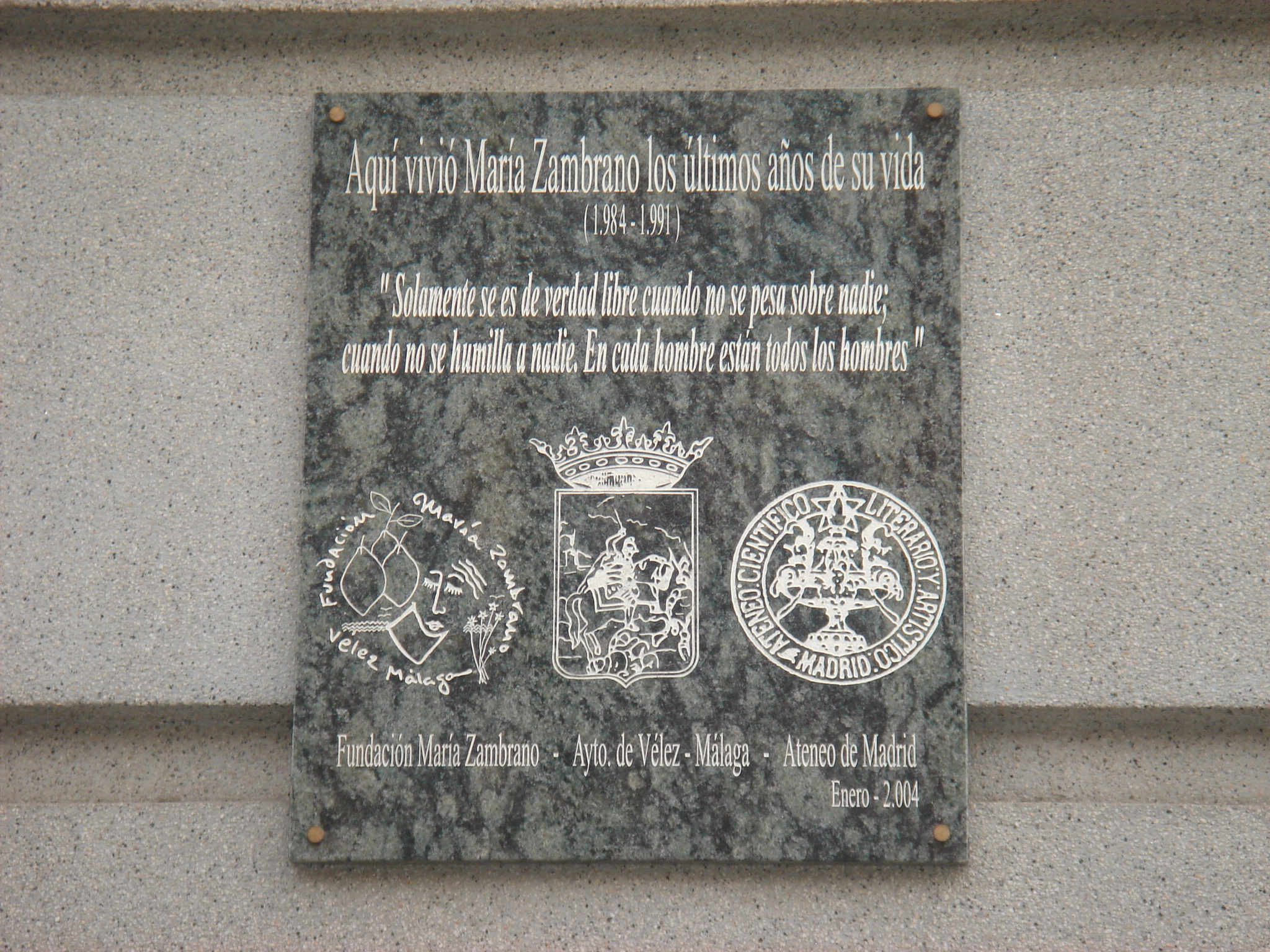
Памятная доска на доме в Мадриде, где Мария Самбрано провела последние годы жизни

## Творческие связи и признание
Много лет дружила и переписывалась с Октавио Пасом, Хосе Лесамой Лимой, Хосе Бергамином, Луисом Сернудой, Хорхе Гильеном, Габриэлем Марселем, Альбером Камю, Рене Шаром и другими.
В 1981 году Самбрано была награждена Премией принца Астурийского в области гуманитарных наук, в 1982 году получила степень почётного доктора Университета Малаги. Ей были присуждены почётные звания Любимой дочери Малаги и Любимой дочери Андалусии. В 1987 году в Велес-Малага был создан Фонд Марии Самбрано, который издает журнал «Антигона» и готовит полное собрание сочинений Марии Самбрано в 5 томах. В 2007 году имя Марии Самбрано было присвоено железнодорожному вокзалу Малаги. 28 апреля 2017 года городской совет Сеговии присвоил писательнице звание «Приемная и любимая дочь Сеговии».
В 1988 году Самбрано стала первой женщиной-лауреатом высшей испанской литературной Премии Мигеля Сервантеса.
Жизни Марии Самбрано посвящен фильм María querida («Дорогая Мария» 2004), режиссера Хосе Луиса Гарсии Санчеса.

## Философская мысль
Мысль Самбрано движется по двум взаимосвязанным направлениям: одно — это судьба Испании (а тем самым — судьба европейского либерализма и демократической республики, удел и миссия изгнанников), второе — философская антропология целостной, жертвенной личности с опорой на роль и возможности поэзии, в частности — поэзии испанских мистиков (Сан-Хуан де ла Крус). Её публичные выступления, статьи, книги по обеим этим темам стали значимым фактором сплочения и творческого подъёма испанских интеллектуалов в период эмиграции.

## Произведения
- Los intelectuales en el drama de España/ Интеллектуалы и драма Испании (1937).
- Filosofía y poesía/ Философия и поэзия (1939).
- Unamuno (1940, опубл. 2003).
- La confesión, género literario y método/ Исповедь: литературный жанр и метод (1943)
- El pensamiento vivo de Séneca/ Живая мысль Сенеки (1944, антология и вступительная статья).
- La agonía de Europa/ Агония Европы (1945)
- Hacia un saber sobre el alma/ К познанию души (1950)
- Delirio y destino/ Бред и судьба (1952, опубл. 1989, автобиографические очерки о крушении Испанской Республики).
- El hombre y lo divino/ Человек и божественное (1953).
- Persona y democracia/ Личность и демократия (1958).
- La España de Galdós/ Испания Гальдоса (1960).
- España, sueño y verdad/ Испания: сон и явь (1965).
- El Sueño creador/ Сон-созидатель (1965).
- La tumba de Antígona/ Могила Антигоны (1967, философская драма).
- Claros del bosque/ Лесные прогалины (1977, эссе о свете и тени).
- Dos fragmentos sobre el amor/ Два отрывка о любви (1982).
- De la aurora/ О заре (1986).
- Senderos/ Тропы (1986).
- El reposo de la luz/ Успокоение света (1986).
- Para una historia de la piedad/ К истории сострадания (1989).
- Algunos lugares de la pintura (1989).
- Los Bienaventurados/ Счастливцы (1990)
- La Cuba secreta y otros ensayos/ Потаенная Куба и другие эссе (опубл. 1996)
- Unamuno/ Унамуно (опубл. 2003)

### Сводные издания
- Obras reunidas. Madrid: Aguilar, 1971.
- María Zambrano en Orígenes. México: Ediciones del Equilibrista, 1987.
- La razón en la sombra. Antología del pensamiento de María Zambrano/ Jesús Moreno Sanz, ed. Madrid: Siruela, 1993 (переизд. 2004).
- Filosofía y educación: manuscritos/ Ángel Casado y Juana Sánchez-Gey, eds. Málaga: Editorial Ágora, 2007.
- María Zambrano: pensamiento y exilio/ Antolín Sánchez Cuervo, Agustín Sánchez Andrés y Gerardo Sánchez Díaz, eds. Madrid: Biblioteca Nueva, 2010.
- Esencia y hermosura: antología/ José-Miguel Ullán, ed. Barcelona: Galaxia Gutenberg; Círculo de Lectores, 2010.

### Переписка
- Cartas de la Pièce. Correspondencia con Agustín Andreu. Valencia: Pre-Textos, 2002
- Cartas desde una soledad: epistolario, María Zambrano — José Lezama Lima, María Lusia Bautista — José Ángel Valente/ Pepita Jiménez Carreras, ed. Madrid: Editorial Verbum, 2008

## Публикации на русском языке
- Между зрением и слухом/ Вступление и перевод Б.Дубина// Иностранная литература, 2011, № 12, с.216-220
- Письмо об изгнании